# Кроксфорд, Тара
Тара Джой Кроксфорд (англ. Tara Joy Croxford; род. 7 января 1968, Виннипег) — канадская хоккеистка на траве, полевой игрок. Участница летних Олимпийских игр 1992 года, серебряный призёр Панамериканских игр 1991 года, бронзовый призёр Панамериканских игр 1995 года.

## Биография
Тара Кроксфорд родилась 7 января 1968 года в канадском городе Виннипег.
Играла в хоккей на траве за «Эдмонтон».
В 1990 году в составе женской сборной Канады участвовала в чемпионате мира в Сиднее, где «кленовые листья» заняли 10-е место.
Дважды выигрывала медали хоккейных турниров Панамериканских игр: серебряную в 1991 году в Гаване, бронзовую в 1995 году в Мар-дель-Плате.
В 1992 году вошла в составе женской сборной Канады по хоккею на траве на летних Олимпийских играх в Барселоне, занявшей 7-е место. Играла в поле, провела 5 матчей, мячей не забивала.

## Семья
Муж — Тим Берретт (род. 1965), канадский легкоатлет, выступавший в спортивной ходьбе. Участник летних Олимпийских игр 1992, 1996, 2000, 2004 и 2008 годов.